# Soera De Allerhoogste
Soera De Allerhoogste is een soera van de Koran.
De soera is vernoemd naar de lofprijzing in de eerste aya aan God. De soera vervolgt met een verdere benoeming van Gods almacht en sluit met de aya waarin de eerdere boeken van Ibrahim (Abraham) en Musa (Mozes) dit reeds vermelden.

## Bijzonderheden
Het boek van Musa is de Suhuf Musa; het boek van Ibrahim is de Suhuf Ibrahim.